# Zwergmeerschweinchen
Zwergmeerschweinchen (Microcavia) sind eine Gattung der Meerschweinchen mit drei Arten. Sie leben in trockenen Gebieten in Argentinien und Bolivien und ernähren sich von Blättern und Früchten. Sie sind mit einer Größe von maximal 20 Zentimetern die kleinsten Vertreter der Meerschweinchen.

## Merkmale
Zwergmeerschweinchen sind mit einem Gewicht bis etwa 450 Gramm und einer Größe von etwa 20 Zentimetern die kleinsten Vertreter der Familie der Meerschweinchen. Sie ähneln vom Aussehen her den Gelbzahnmeerschweinchen, allerdings haben sie weiße Augenringe und weiße Zähne. Sowohl die Männchen als auch die Weibchen haben vier Zitzen.

## Verbreitung

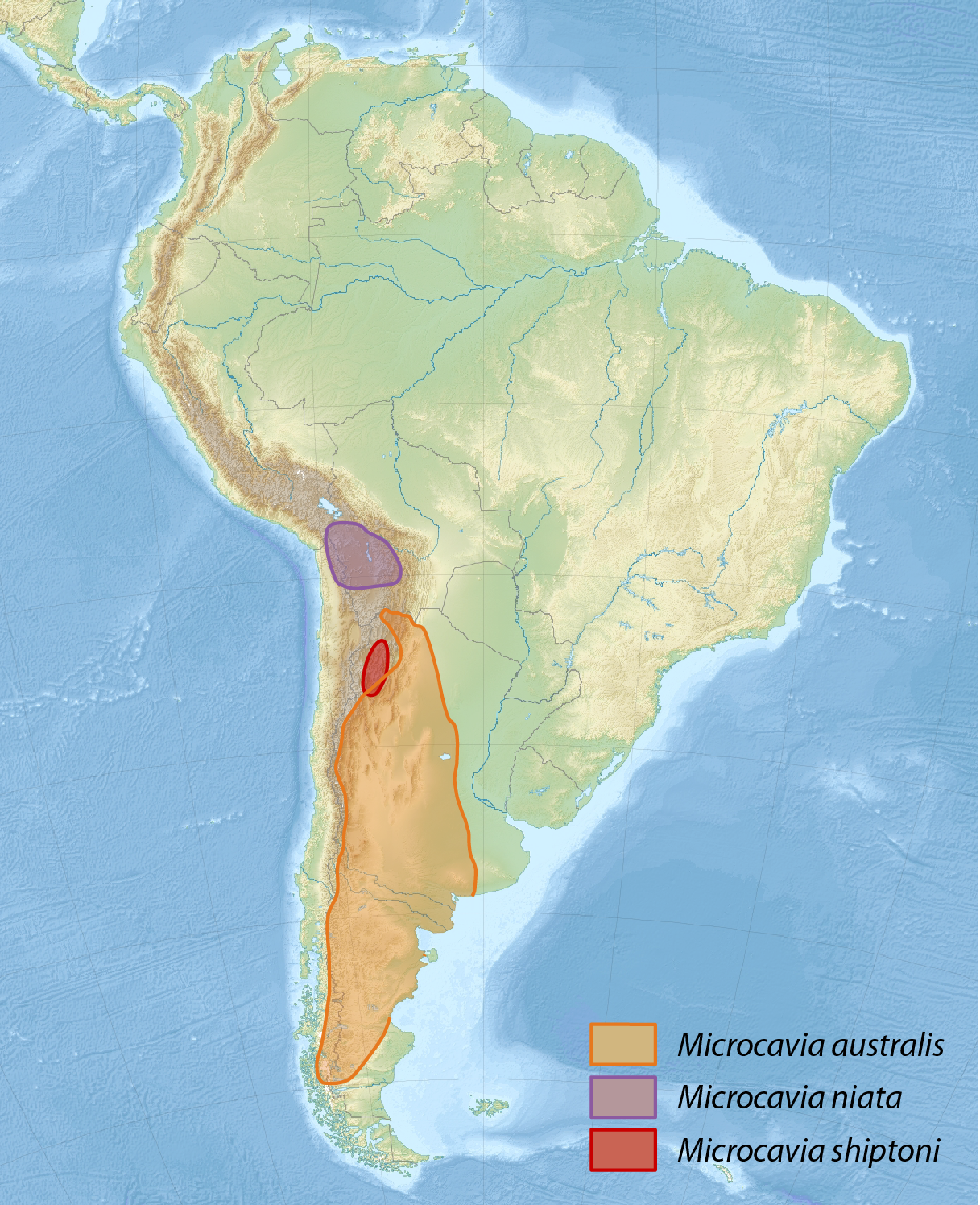
Verbreitungsgebiete der Zwergmeerschweinchen

Die Arten der Gattung leben in trockenen Gebieten in Argentinien und Bolivien.

## Lebensweise
Zwergmeerschweinchen sind in der Lage, Büsche und kleinere Bäume hochzuklettern. Ihre Nahrung besteht größtenteils aus Blättern und Früchten. Ihren Wasserbedarf decken sie über fleischige Pflanzen. Die Reviere der Zwergmeerschweinchen weisen eine Größe von 3.200 Quadratmetern auf. Sie legen sich im Boden flache Mulden an, bei größeren Gruppen auch kleine Bauten (bis etwa 30 cm tief). Oft werden auch verlassene Baue von anderen Tieren übernommen. Die Aggressivität zwischen den einzelnen Gruppenmitgliedern ist nicht so hoch wie bei anderen Meerschweinchen. Die Lebenserwartung liegt bei vier bis sieben Jahren.

## Fortpflanzung
Die Tragzeit der Zwergmeerschweinchen dauert im Durchschnitt 54 Tage. Danach bringen sie ein bis drei, in seltenen Fällen auch bis zu fünf Junge zur Welt, deren Geburtsgewicht im Durchschnitt bei 30 g liegt. Sie nehmen von Anfang an neben Muttermilch feste Nahrung zu sich.

## Arten
Die Gattung Microcavia wird als eigenständige Gattung mit den Echten Meerschweinchen (Cavia) und den Gelbzahnmeerschweinchen (Galea) innerhalb der Eigentlichen Meerschweinchen (Caviinae) betrachtet. Beschrieben wurde die Gattung bereits 1880 durch die Paläontologen Gervais und Ameghino für eine fossile Art, die als Microcavia typus bezeichnet wurde. Die heute in der Gattung eingeordneten rezenten Arten wurden allerdings ursprünglich der Gattung Cavia sowie später Kerodon bzw. Cerodon zugeordnet. Wilfred Hudson Osgood beschrieb 1915 die Gattung Caviella mit Caviella australis als Typusart und Oldfield Thomas griff 1916 die Bezeichnung Microcavia wieder auf und wählte Microcavia niata als Typus. 1926 beschrieb er mit Nanocavia eine weitere Gattung, der er Nanocavia shiptoni zuschrieb. Heute werden all diese Gattungen als Synonyme von Microcavia betrachtet.
Innerhalb der Gattung werden drei Arten unterschieden:
- Südliches Zwergmeerschweinchen (Microcavia australis (Geoffroy Saint-Hilaire & d’Orbigny, 1833))
- Nördliches Zwergmeerschweinchen (Microcavia niata (Thomas, 1898))
- Shipton-Zwergmeerschweinchen (Microcavia shiptoni (Thomas, 1925))

Sowohl der deutsche als auch der wissenschaftliche Name verdeutlichen, dass es sich um die kleinsten Vertreter der Meerschweinchenfamilie handelt.

## Belege
1. ↑  Diane L. Rowe, Rodney L. Honeycutt: Phylogenetic Relationships, Ecological Correlates, and Molecular Evolution Within the Cavioidea (Mammalia, Rodentia). Molecular Biology and Evolution 19 (3), 2002; S. 263–277. (Volltext)
2. 1 2  Marcelo F. Tognelli,  Claudia M. Campos,  Ricardo A. Ojeda: Microcavia australis. Mammalian Species, Issue 648, 23. Januar 2001; S. 1–4. doi:10.2307/0.648.1.
3. ↑  
Microcavia. In: Don E. Wilson, DeeAnn M. Reeder (Hrsg.): Mammal Species of the World. A taxonomic and geographic Reference. 2 Bände. 3. Auflage. Johns Hopkins University Press, Baltimore MD 2005, ISBN 0-8018-8221-4.
4. ↑  Microcavia In: T.E. Lacher jr: Family Cavidae In: Don E. Wilson, T.E. Lacher, Jr., Russell A. Mittermeier (Hrsg.): Handbook of the Mammals of the World: Lagomorphs and Rodents 1. (HMW, Band 6) Lynx Edicions, Barcelona 2016, S. 434–436, ISBN 978-84-941892-3-4.